# Kalandok Álomerdőben
A Kalandok Álomerdőben vagy Álomerdő lakói (eredeti cím: Sylvanian Families) 1987-ben futott amerikai–francia–japán televíziós rajzfilmsorozat, amelynek az alkotója Phil Harnage, a producere Tetsuo Katayama. A tévéfilmsorozat a DIC Animation City és a TMS Entertainment gyártásában készült, a Coca-Cola Telecommunications forgalmazásában jelent meg. Műfaját tekintve fantasy filmsorozat. Amerikában 1987. szeptember 18. és 1987. december 11. között szindikációs sugárzás keretében vetítették, Magyarországon a MTV2 és a MTV1 sugározta.

## Ismertető
A sorozat minden egyes részében kisgyerekek ébred fel éjszaka, és kelnek fel az ágyukból. A gyerekek az erdőben egy erdész bácsi házához mennek látogatóba. A gyerekek az erdész bácsi házikójában, varázslattal összezsugorodva, egy kis kapun átmenve jutnak el Álomerdőbe. A történet főhősei kis állatkák, akik Álomerdőben élnek. Az állatok két legnagyobb ellensége, Bőregér és Lükegátor. A gyerekek segítenek az erdő állatainak, amíg az erdő lakói sok érdekeset mutatnak meg Álomerdőben a látogatóknak.

## Szereplők

### Hősök
- Dörmögő család – A barna medve család. (Dörmögő polgármester (nagypapa)): Izsóf Vilmos, Dörmögő papa: ?, Dörmogő mama: ?, Nyafi: Némedi Mari, Kobak: Balázsi Gyula, Dörmögő nagymama: Győri Ilona)
- Makkos család – A barna nyúl család. (Makkos papa: Konrád Antal, Makkos mama: ?, Tapsi: Somlai Edina, Pamacs: Pusztaszeri Kornél)
- Thistlethorn család – Az egér család
- Tölgyfa család – A mosómedve család. (Tölgyfa papa: Rosta Sándor, Tölgyfa mama: Ábrahám Edit, Mirtill: Besztercei Zsuzsa, Hapci: Szolnoki Tibor)
- Wildwood család – A szürke nyúl család
- Brumi család – A szürke medve család. (Brumi papa: ?, Brumi mama: ?, Csemete: Málnai Zsuzsa / Kiss Erika, Vili: Józsa Imre, Brumi Mátyás nagypapa: Versényi László)
- Gátőr család (Gátőr papa: Koroknay Géza, Gátőr mama: ?, Robi: Szolnoki Tibor)
- Sunyivári család – A róka család. (Sunyivári Sunyi (papa): Józsa Imre, Sunyivári Bársony (mama): Ábrahám Edit, Kópé: Bolba Tamás, Csicsás: Kiss Erika)

### Gonosztevők
- Dőregér (Packbat) – A legalatomosabb, legsunyibb, ijesztő repülő vadállat. (Stohl András)
- Lükegátor (Possumgator) – A legfalánkabb, legügyetlenebb hústorony, aki Bőregér cinkosa. (Dobránszky Zoltán)

### Emberek

#### Felnőttek
- Erdész (The Woodkeeper) – Az Álomerdő erdésze, aki a kívánságok miatt 6-8 éves gyerekeket hív be. (Ujréti László)

#### Gyerekek
- Donny – Egy 7 éves néger fiú. (Lux Ádám)
- Joey – Egy 6 éves szőke fiú. (Cseke Péter)
- Lenke (Grace) – Egy 7 éves vörös-szőke lófarok hajú kislány, akinek az a vágya, hogy ne legyen ügyetlen. (Somlai Edina)
- Mária (Maria) – Egy 6 éves barna copfos hajú kislány, akinek az a vágya, hogy ne ijedjen meg. (Kökényessy Ági)
- Charlie – Egy 7 éves barna hajú kis fiú, aki nyomozó akar lenni. (Szolnoki Tibor)
- Penny – Egy 7 éves sötét hajú kislány, aki gazdag akar lenni a családjával. (Somlai Edina)
- Jack
- Jonathan
- Katie
- Bridget
- Jessica
- Lisa
- Chrissie
- Robby
- Sara
- Sid
- Jamie
- Tracy
- Diane (Di)
- Jerry és Susan
- Mikey
- Lori
- Andy
- Debra
- Evan
- Amelia

## Epizódok
| #   | Eredeti cím                | Magyar cím                      | Eredeti bemutató     | Magyar bemutató   |
| --- | -------------------------- | ------------------------------- | -------------------- | ----------------- |
| 1.  | Dam Busters                | Gátrombolók                     | 1987. szeptember 18. | 1992. április 6.  |
| 1.  | Outfoxing the Foxes        | Ravaszabb, mint a róka          | 1987. szeptember 18. | 1992. április 6.  |
| 2.  | Grace Under Pressure       | Ügyetlenke                      | 1987. szeptember 25. | 1992. április 13. |
| 2.  | Fraidy Cats                | Gyáva nyuszi                    | 1987. szeptember 25. | 1992. április 13. |
| 3.  | The Bear Facts             | Sherlock Holmes utódja          | 1987. október 2.     | 1992. április 20. |
| 3.  | Fool's Gold                | Nem mind arany                  | 1987. október 2.     | 1992. április 20. |
| 4.  | Know It All                | Mindentudó                      | 1987. október 9.     | 1992. április 27. |
| 4.  | School Daze                | Veszélyben a suli               | 1987. október 9.     | 1992. április 27. |
| 5.  | Double Trouble             | Minden rosszban van valami jó   | 1987. október 16.    | 1992. május 4.    |
| 5.  | Cooking Up Trouble         | Életmentő kotyvasztás           | 1987. október 16.    | 1992. május 4.    |
| 6.  | Daddy's Little Girl        | Apu szeret engem?               | 1987. október 23.    | 1992. május 11.   |
| 6.  | Beauty and The Beasts      | A nép és a szörnyeteg           | 1987. október 23.    | 1992. május 11.   |
| 7.  | The Wheel Thing            | Kincsvadászat                   | 1987. október 30.    | 1992. május 18.   |
| 7.  | Muddy Waters               | Víziveszély                     | 1987. október 30.    | 1992. május 18.   |
| 8.  | There's No Place Like Home | Mindenütt jó, de legjobb otthon | 1987. november 6.    | 1992. május 25.   |
| 8.  | Tough Enough               | Kemény legény                   | 1987. november 6.    | 1992. május 25.   |
| 9.  | Hip to Be Bear             | Öreg medve nem vén medve        | 1987. november 13.   | 1992. június 1.   |
| 9.  | Feud for Thought           | Családi csalódás                | 1987. november 13.   | 1992. június 1.   |
| 10. | Stand by Your Dad          | Légy büszke apádra!             | 1987. november 20.   | 1992. június 8.   |
| 10. | My Brother's Keeper        | Édestestvérek?                  | 1987. november 20.   | 1992. június 8.   |
| 11. | Boy's Intuition            | Egy finom lelkű kisfiú          | 1987. november 27.   | 1992. június 15.  |
| 11. | Here Come the Brides       | Kezdődjék az esküvői            | 1987. november 27.   | 1992. június 15.  |
| 12. | Founders Keepers           | Államalapítás                   | 1987. december 4.    | 1992. június 22.  |
| 12. | Little Ms. Woodkeeper      | Az erdészkislány                | 1987. december 4.    | 1992. június 22.  |
| 13. | Hoppily Ever After         | Ásó-kapa                        | 1987. december 11.   | 1992. június 29.  |
| 13. | Really Amelia              | A hős Amália                    | 1987. december 11.   | 1992. június 29.  |